# Solstik
 For alternative betydninger, se Solstik (flertydig). (Se også artikler, som begynder med Solstik)
Solstik er en sygdom forårsaget af direkte varmepåvirkning fra solstråler med lokal overophedning af hjernen gennem kraniet. Lyspåvirkning af hjernen gennem øjnene kan muligvis medvirke. Børn er specielt udsat for at få solstik.
Tilstanden forveksles ofte med hedeslag, der imidlertid kan forekomme uden at være forbundet med sollys. Symptomerne på solstik er relateret til trykudvikling i hjernen som følge af overophedningen.

## Symptomer
- Kvalme og opkast
- Hovedpine
- Rødt og varmt hoved, mens huden på resten af kroppen er normal
- Forvirring
- Besvimelse, krampe og feber kan forekomme